# كاثلين ميرفي
كاثلين ميرفي (بالإنجليزية: Kathleen (Katie) Murphy)‏ هي ملاكمة كيك بوكسينغ أمريكية، ولدت في 13 أبريل 1979 في لاغرانغ في الولايات المتحدة.